# Куупік Клейст
Якоб Едвард Куупік Клейст (нар. 31 березня 1958) — ґренландський політик, п'ятий прем'єр міністр Ґренландії між 2009 і 2013. Як член партії Inuit Ataqatigiit (Народне суспільство), він став першим прем'єр міністром, що не належав до партії Siumut (Вперед).